# (196415) 2003 HE
(196415) 2003 HE là một tiểu hành tinh vành đai chính. Nó được phát hiện bởi Robert H. McNaught ở Đài thiên văn Siding Spring ở Coonabarabran, New South Wales, Australia, ngày 21 tháng 4 năm 2003.